# Walckenaeria heimbergi
Walckenaeria heimbergi là một loài nhện trong họ Linyphiidae.
Loài này thuộc chi Walckenaeria. Walckenaeria heimbergi được Robert Bosmans miêu tả năm 2007.